# Phenacolepas nakamigawai
Phenacolepas nakamigawai is een slakkensoort uit de familie van de Phenacolepadidae. De wetenschappelijke naam van de soort is voor het eerst geldig gepubliceerd in 1954 door Taki.